# Muelleriella aucklandica
Muelleriella aucklandica là một loài rêu trong họ Orthotrichaceae. Loài này được Vitt mô tả khoa học đầu tiên năm 1976.